# پی‌ای‌دنی (کشتی)
پی.ای. دنی (کشتی) (به انگلیسی: P.A. Denny (ship)) یک کشتی است که طول آن ۱۰۹ فوت (۳۳ متر) می‌باشد.